# 90481 Wollstonecraft
90481 Wollstonecraft è un asteroide della fascia principale. Scoperto nel 2004, presenta un'orbita caratterizzata da un semiasse maggiore pari a 2,7966255 UA e da un'eccentricità di 0,2437025, inclinata di 9,13083° rispetto all'eclittica.
L'asteroide è dedicato alla filosofa britannica Mary Wollstonecraft.